# Barrage de Quinson
Le barrage de Quinson est un barrage de France qui se situe sur le cours du Verdon. Mis en service en 1975, il a une fonction de production électrique et anciennement d'irrigation via l'ancien canal du Verdon.

## Caractéristiques
C'est un barrage-voûte de 54,50 mètres de hauteur.

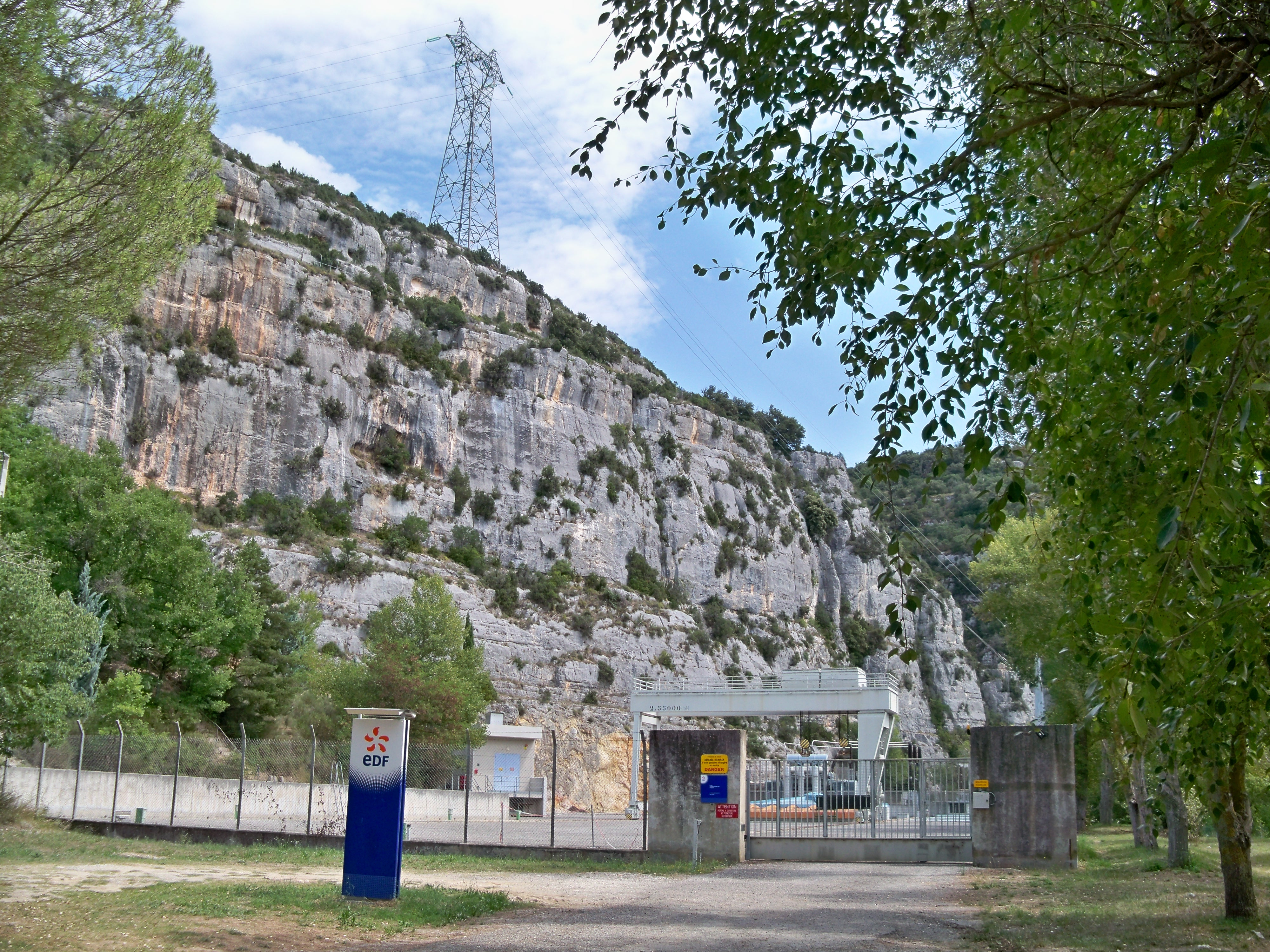
Entrée de la centrale hydroélectrique en aval du barrage.
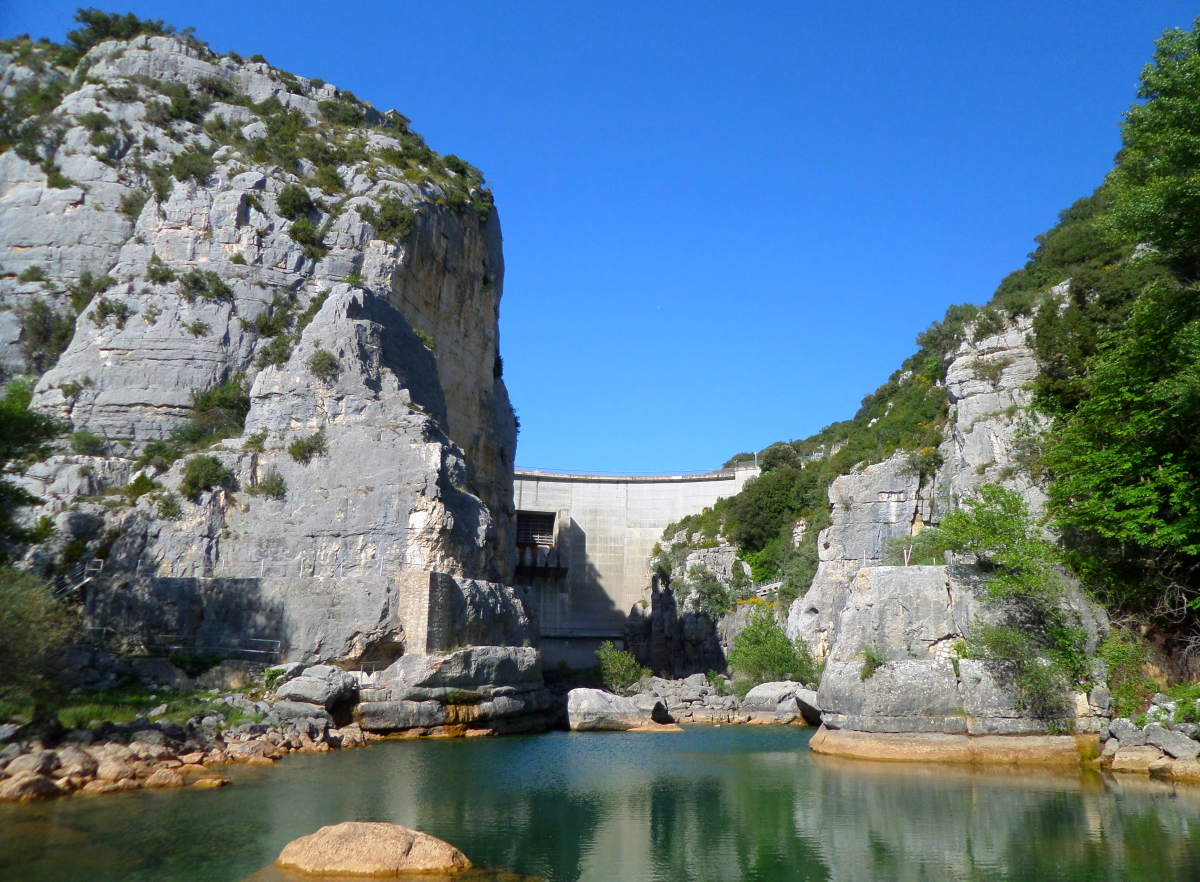
Le mur du barrage côté aval.